# La pupa e il secchione (sesta edizione)
La sesta edizione del reality show La pupa e il secchione è andata in onda in prima serata su Italia 1 dal 10 aprile al 10 maggio 2024 per sei puntate con la conduzione di Enrico Papi, affiancato dalla giuria composta da Paola Barale, Aldo Montano e Candida Morvillo. La puntata finale, anziché di mercoledì come di consueto, è stata trasmessa di venerdì, appena due giorni dopo la semifinale, in seguito alla decisione di chiudere in anticipo il programma a causa degli ascolti ritenuti insoddisfacenti.
L'edizione si è svolta presso la Domus Borghese ed è stata presentata dal teatro 7 degli Studios, entrambi a Roma, e ha 18 partecipanti suddivisi in 9 coppie. La sigla è stata la canzone Bellissimissima di Alfa.
La coppia vincitrice dell'edizione è composta dalla pupa Federica Della Volpe e dal secchione Simone Candido, che si è aggiudicata il montepremi di 20000 €.

## Modalità di gioco
Il programma prevede che vengano messi a confronto due mondi: quello della cultura, rappresentato da studiosi con titoli di studio qualificati, e quello composto da persone che possiedono solo un'istruzione di base.
Pupe e secchioni vivono insieme in una sontuosa villa suddivisi a coppie. Nel corso della settimana l'obiettivo dei secchioni è quello di coinvolgere le pupe nello studio di varie materie partendo dalle nozioni base; le pupe provano invece a coinvolgere nella loro personale visione di socialità i secchioni. Durante le puntate tutti sono chiamati ad affrontare prove di cultura e di coraggio.

### Produzione
Nella terza puntata il secchione Alessandro Pestarino si è ritirato per motivi familiari e al suo posto è subentrato il secchione Pietro Finucci.

## Concorrenti
L'età dei concorrenti si riferisce al momento dell'ingresso nella villa.

### Le pupe e i secchioni
| Le Pupe                 | Le Pupe | Le Pupe                                   | Le Pupe                   | Le Pupe              |
| Nome                    | Età     | Professione                               | Luogo di nascita          | Stato                |
| ----------------------- | ------- | ----------------------------------------- | ------------------------- | -------------------- |
| Federica Della Volpe    | 22 anni | Modella                                   | Napoli                    | Vincitrice           |
| Camilla De Berardinis   | 19 anni | Modella                                   | Pescara                   | Seconda classificata |
| Annalisa Saggese        | 21 anni | Modella                                   | Roma                      | Terza Classificata   |
| Anastasia Savarese      | 22 anni | Modella                                   | Rimini                    | Quarta Classificata  |
| Aurora Travelli         | 23 anni | Modella                                   | Bergamo                   | Eliminata            |
| Rosaria Dell'Aquila     | 26 anni | Content creator, modella                  | Torino                    | Eliminata            |
| Virginia Cavalieri      | 19 anni | Modella                                   | Comacchio                 | Eliminata            |
| Noemi Bertani           | 22 anni | Modella                                   | Legnano                   | Eliminata            |
| Swami Dinoia            | 26 anni | Modella                                   | Barletta                  | Eliminata            |
| I Secchioni             |         |                                           |                           |                      |
| Nome                    | Età     | Professione                               | Luogo di nascita          | Stato                |
| Simone Candido          | 21 anni | Studente universitario                    | Manfredonia               | Vincitore            |
| Andrea Valenza          | 23 anni | Content creator, animatore in oratorio    | Vimercate                 | Secondo classificato |
| Pietro Finucci          | 24 anni | Studente universitario                    | Siena                     | Terzo Classificato   |
| Federico Silvio Gorrino | 27 anni | Imprenditore                              | Torino                    | Quarto Classificato  |
| Federico Rifugiato      | 25 anni | Insegnante, content creator, imprenditore | Alia                      | Eliminato            |
| Gianluca Lonardo        | 21 anni | Studente universitario                    | San Giovanni in Marignano | Eliminato            |
| Alessio Pino            | 28 anni | Dottorando, traduttore, cartomante        | Napoli                    | Eliminato            |
| Alessandro Pestarino    | 29 anni | Redattore di una rivista, scrittore       | Ovada                     | Ritirato             |
| Pio Savelli             | 21 anni | Studente universitario                    | Foggia                    | Eliminato            |
| Michele Sciamanna       | 29 anni | Content creator                           | Assisi                    | Eliminato            |

## Tabella delle nomination
Legenda
     Coppia vincitrice della puntata, salva ed immune dalle nomination
     Coppia salva in seguito al superamento delle prove settimanali
     Coppia salva grazie alla giuria ed immune dalle nomination
     Coppia nominata vincitrice della prova del muro
     Coppia ultima classificata che va direttamente alla prova di affinità/Coppia non salvata dalla giuria
     Coppia nominata non salva alla prova del muro e va alla prova di affinità
     Coppia nominata che partecipa alla prova di affinità
     Coppia perdente della prova del muro e va alla prova di affinità
     Coppia ultima in classifica e direttamente eliminata
     Coppia eliminata deve abbandonare il gioco
| Pupa      | Secchione | Settimana 1       | Settimana 2                        | Settimana 3                         | Settimana 4                         | Settimana 5                         | Ultima settimana                    | Ultima settimana                              | Ultima settimana                              | Ultima settimana                               | Numero totale di nomination |
| Pupa      | Secchione | Giorno 5          | Giorno 12                          | Giorno 19                           | Giorno 26                           | Giorno 33                           | Giorno 39                           | Giorno 40                                     | Giorno 40                                     | Giorno 40                                      | Numero totale di nomination |
| --------- | --------- | ----------------- | ---------------------------------- | ----------------------------------- | ----------------------------------- | ----------------------------------- | ----------------------------------- | --------------------------------------------- | --------------------------------------------- | ---------------------------------------------- | --------------------------- |
| Federica  | Candido   | Non votanti       | Annalisa e Pestarino               | Virginia e Pino                     | Annalisa e Finucci                  | Annalisa e Finucci                  | Primi                               | Salvi                                         | In finalissima                                | Vincitori (Settimana 6 - Giorno 40)            | 1                           |
| Camilla   | Valenza   | Swami e Sciamanna | Annalisa e Pestarino               | Virginia e Pino                     | Anastasia e Gorrino                 | Annalisa e Finucci                  | Primi                               | Non salvati                                   | In finalissima                                | Secondi classificati (Settimana 6 - Giorno 40) | 0                           |
| Annalisa  | Finucci   | Non in gara       | Non in gara                        | Virginia e Pino                     | Anastasia e Gorrino                 | Federica e Candido                  | Secondi                             | Non salvati                                   | Terzi classificati (Settimana 6 - Giorno 40)  | Terzi classificati (Settimana 6 - Giorno 40)   | 6                           |
| Anastasia | Gorrino   | Swami e Sciamanna | Annalisa e Pestarino               | Virginia e Pino                     | Annalisa e Finucci                  | Annalisa e Finucci                  | Terzi                               | Quarti classificati (Settimana 5 - Giorno 39) | Quarti classificati (Settimana 5 - Giorno 39) | Quarti classificati (Settimana 5 - Giorno 39)  | 2                           |
| Aurora    | Rifugiato | Virginia e Pino   | Annalisa e Pestarino               | Virginia e Pino                     | Annalisa e Finucci                  | Non votanti                         | Eliminati (Settimana 5 - Giorno 33) | Eliminati (Settimana 5 - Giorno 33)           | Eliminati (Settimana 5 - Giorno 33)           | Eliminati (Settimana 5 - Giorno 33)            | 2                           |
| Rosaria   | Lonardo   | Virginia e Pino   | Annalisa e Pestarino               | Non votanti                         | Non votanti                         | Eliminati (Settimana 4 - Giorno 26) | Eliminati (Settimana 4 - Giorno 26) | Eliminati (Settimana 4 - Giorno 26)           | Eliminati (Settimana 4 - Giorno 26)           | Eliminati (Settimana 4 - Giorno 26)            | 1                           |
| Virginia  | Pino      | Swami e Sciamanna | Aurora e Rifugiato                 | Aurora e Rifugiato                  | Eliminati (Settimana 3 - Giorno 19) | Eliminati (Settimana 3 - Giorno 19) | Eliminati (Settimana 3 - Giorno 19) | Eliminati (Settimana 3 - Giorno 19)           | Eliminati (Settimana 3 - Giorno 19)           | Eliminati (Settimana 3 - Giorno 19)            | 8                           |
| Annalisa  | Pestarino | Swami e Sciamanna | Rosaria e Lonardo                  | N.D.                                | Ritirati (Settimana 3 - Giorno 19)  | Ritirati (Settimana 3 - Giorno 19)  | Ritirati (Settimana 3 - Giorno 19)  | Ritirati (Settimana 3 - Giorno 19)            | Ritirati (Settimana 3 - Giorno 19)            | Ritirati (Settimana 3 - Giorno 19)             | 5                           |
| Noemi     | Savelli   | Swami e Sciamanna | Non votanti                        | Eliminati (Settimana 2 - Giorno 12) | Eliminati (Settimana 2 - Giorno 12) | Eliminati (Settimana 2 - Giorno 12) | Eliminati (Settimana 2 - Giorno 12) | Eliminati (Settimana 2 - Giorno 12)           | Eliminati (Settimana 2 - Giorno 12)           | Eliminati (Settimana 2 - Giorno 12)            | 0                           |
| Swami     | Sciamanna | Virginia e Pino   | Eliminati (Settimana 1 - Giorno 5) | Eliminati (Settimana 1 - Giorno 5)  | Eliminati (Settimana 1 - Giorno 5)  | Eliminati (Settimana 1 - Giorno 5)  | Eliminati (Settimana 1 - Giorno 5)  | Eliminati (Settimana 1 - Giorno 5)            | Eliminati (Settimana 1 - Giorno 5)            | Eliminati (Settimana 1 - Giorno 5)             | 5                           |

## Dettaglio delle puntate

### Prima puntata
- Data: 10 aprile 2024
- Svolgimento: Durante la puntata avviene la formazione delle coppie. Tutte le coppie in gara, partecipano a tre prove di puntata, che permettono, ciascuna, di ottenere un punteggio; il punteggio accumulato dalle tre prove, determina una classifica finale di puntata: La coppia vincitrice è salva dalle nomination ed accede alla puntata successiva, mentre l'ultima in classifica è a rischio eliminazione, andando direttamente alla prova di affinità. Successivamente vengono fatto le nomination per decidere le due coppie che si sfideranno nella prova del muro (determinante la coppia sfidante nella prova finale, contro l'ultima classificata). I giudici, però, hanno la possibilità di salvare una coppia alla quale assegnare l'immunità dalle nomination, mentre le due coppie più nominate si affrontano alla prova del muro. Le due coppie risultanti alla prova di affinità si sfidano, infine, per salvarsi dall'eliminazione.
- Prove di puntata:
  - 1ª prova - Fitness (per i secchioni): svolgere un percorso ad ostacoli, su terra e in piscina, nel minor tempo possibile
  - 2ª prova - Zucca quiz (per le pupe): riconoscere definendo i nomi e cognomi di alcuni personaggi noti
  - 3ª prova - L'allegra infermiera (per le pupe): riconoscere e definire i nomi di alcune parti del corpo

| Coppie    | Coppie    | Punteggi delle prove di puntata | Punteggi delle prove di puntata | Punteggi delle prove di puntata | Classifica definitiva | Classifica definitiva | Esito                            | Esito                            | Esito                       |
| Pupa      | Secchione | 1ª                              | 2ª                              | 3ª                              | Punteggio             | Posizione             | Parziale                         | Definitivo                       | Definitivo                  |
| Pupa      | Secchione | 1ª                              | 2ª                              | 3ª                              | Punteggio             | Posizione             | Parziale                         | Prova del muro                   | Prova di affinità           |
| --------- | --------- | ------------------------------- | ------------------------------- | ------------------------------- | --------------------- | --------------------- | -------------------------------- | -------------------------------- | --------------------------- |
| Annalisa  | Pestarino | 4                               | 9                               | 10                              | 23                    | 1º                    | Vincitori di puntata, salvi      | Vincitori di puntata, salvi      | Vincitori di puntata, salvi |
| Rosaria   | Lonardo   | 10                              | 6                               | 6                               | 22                    | 2º                    | Salvi                            | Salvi                            | Salvi                       |
| Virginia  | Pino      | 9                               | 4                               | 8                               | 21                    | 3º                    | Nominati, a rischio eliminazione | Salvi                            | Salvi                       |
| Aurora    | Rifugiato | 2                               | 10                              | 7                               | 19                    | 4º                    | Salvi                            | Salvi                            | Salvi                       |
| Noemi     | Savelli   | 5                               | 5                               | 9                               | 19                    | 4º                    | Salvi                            | Salvi                            | Salvi                       |
| Camilla   | Valenza   | 8                               | 8                               | 2                               | 18                    | 5º                    | Immuni, salvi                    | Immuni, salvi                    | Immuni, salvi               |
| Anastasia | Gorrino   | 6                               | 7                               | 3                               | 16                    | 6º                    | Salvi                            | Salvi                            | Salvi                       |
| Swami     | Sciamanna | 7                               | 3                               | 5                               | 15                    | 7º                    | Nominati, a rischio eliminazione | Nominati, a rischio eliminazione | Eliminati                   |
| Federica  | Candido   | 3                               | 2                               | 4                               | 9                     | 8º                    | Ultimi, a rischio eliminazione   | Ultimi, a rischio eliminazione   | Salvi                       |

### Seconda puntata
- Data: 17 aprile 2024
- Svolgimento: Durante la puntata tutte le coppie in gara, partecipano a tre prove di puntata, che permettono, ciascuna, di ottenere un punteggio; il punteggio accumulato dalle tre prove, determina una classifica finale di puntata: La coppia vincitrice è salva dalle nomination ed accede alla puntata successiva, mentre le ultime due in classifica sono a rischio eliminazione, andando direttamente alla prova del muro. La coppia perdente nella prova del muro va direttamente alla prova di affinità. Successivamente vengono fatto le nomination per decidere la coppia, che risultata la più nominata, sfiderà quella che è direttamente alla prova finale. I giudici, però, hanno la possibilità di salvare una coppia alla quale assegnare l'immunità dalle nomination, mentre le due coppie designate per la prova finale, quella di affinità, si sfidano, infine, per salvarsi dall'eliminazione.
- Prove di puntata:
  - 1ª prova - Vesti la pupa (per i secchioni): riconoscere alcuni capi d'abbigliamento tramite nome e associazione degli stessi
  - 2ª prova - Fitness (per i secchioni): svolgere un percorso ad ostacoli, su terra e in piscina, nel minor tempo possibile
  - 3ª prova - Zucca quiz (per le pupe): riconoscere definendo i nomi e cognomi di alcuni personaggi noti

| Coppie    | Coppie    | Punteggi delle prove di puntata | Punteggi delle prove di puntata | Punteggi delle prove di puntata | Classifica definitiva | Classifica definitiva | Esito                          | Esito                            | Esito                       |
| Pupa      | Secchione | 1ª                              | 2ª                              | 3ª                              | Punteggio             | Posizione             | Parziale                       | Definitivo                       | Definitivo                  |
| Pupa      | Secchione | 1ª                              | 2ª                              | 3ª                              | Punteggio             | Posizione             | Prova del muro                 | Prova di affinità                | Prova di affinità           |
| --------- | --------- | ------------------------------- | ------------------------------- | ------------------------------- | --------------------- | --------------------- | ------------------------------ | -------------------------------- | --------------------------- |
| Virginia  | Pino      | 7                               | 10                              | 9                               | 26                    | 1º                    | Vincitori di puntata, salvi    | Vincitori di puntata, salvi      | Vincitori di puntata, salvi |
| Rosaria   | Lonardo   | 10                              | 9                               | 6                               | 25                    | 2º                    | Salvi                          | Salvi                            | Salvi                       |
| Annalisa  | Pestarino | 9                               | 4                               | 7                               | 20                    | 3º                    | Salvi                          | Nominati, a rischio eliminazione | Salvi                       |
| Federica  | Candido   | 3                               | 6                               | 10                              | 19                    | 4°                    | Salvi                          | Salvi                            | Salvi                       |
| Camilla   | Valenza   | 5                               | 8                               | 5                               | 18                    | 5°                    | Salvi                          | Salvi                            | Salvi                       |
| Anastasia | Gorrino   | 8                               | 7                               | 2                               | 18                    | 5°                    | Immuni, salvi                  | Immuni, salvi                    | Immuni, salvi               |
| Noemi     | Savelli   | 6                               | 5                               | 4                               | 15                    | 6º                    | Ultimi, a rischio eliminazione | Ultimi, a rischio eliminazione   | Eliminati                   |
| Aurora    | Rifugiato | 4                               | 3                               | 7                               | 14                    | 7º                    | Ultimi, a rischio eliminazione | Salvi                            | Salvi                       |

### Terza puntata
- Data: 24 aprile 2024
- Svolgimento: Durante la puntata tutte le coppie in gara, partecipano a tre prove di puntata, che permettono, ciascuna, di ottenere un punteggio; il punteggio accumulato dalle tre prove, determina una classifica finale di puntata: La coppia vincitrice è salva dalle nomination ed accede alla puntata successiva, mentre le ultime due in classifica sono a rischio eliminazione, andando direttamente alla prova del muro. La coppia perdente nella prova del muro va direttamente alla prova di affinità. Successivamente vengono fatto le nomination per decidere la coppia, che risultata la più nominata, sfiderà quella che è direttamente alla prova finale. I giudici, però, hanno la possibilità di salvare una coppia alla quale assegnare l'immunità dalle nomination, mentre le due coppie designate per la prova finale, quella di affinità, si sfidano, infine, per salvarsi dall'eliminazione.
- Prove di puntata:
  - 1ª prova - Fitness (per i secchioni): svolgere un percorso ad ostacoli, su terra e in piscina, nel minor tempo possibile
  - 2ª prova - Riconoscimento (per i secchioni): riconoscere la propria pupa da bendati solo attraverso il tatto
  - 3ª prova - Zucca quiz (per le pupe): riconoscere definendo i nomi e cognomi di alcuni personaggi noti

| Coppie    | Coppie    | Punteggi delle prove di puntata | Punteggi delle prove di puntata | Punteggi delle prove di puntata | Classifica definitiva | Classifica definitiva | Esito                          | Esito                            | Esito                       |
| Pupa      | Secchione | 1ª                              | 2ª                              | 3ª                              | Punteggio             | Posizione             | Parziale                       | Definitivo                       | Definitivo                  |
| Pupa      | Secchione | 1ª                              | 2ª                              | 3ª                              | Punteggio             | Posizione             | Prova del muro                 | Prova di affinità                | Prova di affinità           |
| --------- | --------- | ------------------------------- | ------------------------------- | ------------------------------- | --------------------- | --------------------- | ------------------------------ | -------------------------------- | --------------------------- |
| Anastasia | Gorrino   | 8                               | 5                               | 8                               | 21                    | 1º                    | Vincitori di puntata, salvi    | Vincitori di puntata, salvi      | Vincitori di puntata, salvi |
| Virginia  | Pino      | 9                               | 5                               | 6                               | 20                    | 2º                    | Salvi                          | Nominati, a rischio eliminazione | Eliminati                   |
| Camilla   | Valenza   | 7                               | 5                               | 4                               | 16                    | 3°                    | Salvi                          | Salvi                            | Salvi                       |
| Annalisa  | Pestarino | 5                               | 0                               | 10                              | 15                    | 4º                    | Salvi                          | Ritirati                         | Ritirati                    |
| Aurora    | Rifugiato | 4                               | 0                               | 10                              | 14                    | 5º                    | Salvi                          | Salvi                            | Salvi                       |
| Rosaria   | Lonardo   | 10                              | 0                               | 3                               | 13                    | 6º                    | Ultimi, a rischio eliminazione | Ultimi, a rischio eliminazione   | Salvi                       |
| Federica  | Candido   | 6                               | 0                               | 6                               | 12                    | 7°                    | Ultimi, a rischio eliminazione | Salvi                            | Salvi                       |
| Annalisa  | Finucci   | Non in gara                     | Non in gara                     | Non in gara                     | Non in gara           | Non in gara           | N.D.                           | Nuova coppia                     | Nuova coppia                |

### Quarta puntata
- Data: 1º maggio 2024
- Svolgimento: Durante la puntata tutte le coppie in gara, partecipano a quattro prove di puntata, che permettono, ciascuna, di ottenere un punteggio; il punteggio accumulato dalle diverse prove, determina una classifica finale di puntata: La coppia vincitrice è salva dalle nomination ed accede alla puntata successiva, mentre le ultime due in classifica sono a rischio eliminazione, andando direttamente alla prova del muro. La coppia perdente nella prova del muro va direttamente alla prova di affinità. Successivamente vengono fatto le nomination per decidere la coppia, che risultata la più nominata, sfiderà quella che è direttamente alla prova finale. I giudici, però, hanno la possibilità di salvare una coppia alla quale assegnare l'immunità dalle nomination, mentre le due coppie designate per la prova finale, quella di affinità, si sfidano, infine, per salvarsi dall'eliminazione.
- Prove di puntata:
  - 1ª prova - Fitness (per i secchioni): svolgere un percorso ad ostacoli nel minor tempo possibile
  - 2ª prova - Riconoscimento (per le pupe): riconoscere il proprio secchione da bendati solo attraverso il tatto
  - 3ª prova - Battaglia navale (per entrambi): i secchioni devono raggiungere l'altra sponda della piscina remando su un unicorno gonfiabile mentre le altre coppie spruzzano l'acqua; le pupe invece devono cercare di bagnarsi il meno possibile la maglietta
  - 4ª prova - Zucca quiz (per le pupe): riconoscere definendo i nomi e cognomi di alcuni personaggi noti

| Coppie    | Coppie    | Punteggi delle prove di puntata | Punteggi delle prove di puntata | Punteggi delle prove di puntata | Punteggi delle prove di puntata | Classifica definitiva | Classifica definitiva | Esito                          | Esito                            | Esito                       |
| Pupa      | Secchione | 1ª                              | 2ª                              | 3ª                              | 4ª                              | Punteggio             | Posizione             | Parziale                       | Definitivo                       | Definitivo                  |
| Pupa      | Secchione | 1ª                              | 2ª                              | 3ª                              | 4ª                              | Punteggio             | Posizione             | Prova del muro                 | Prova di affinità                | Prova di affinità           |
| --------- | --------- | ------------------------------- | ------------------------------- | ------------------------------- | ------------------------------- | --------------------- | --------------------- | ------------------------------ | -------------------------------- | --------------------------- |
| Aurora    | Rifugiato | 6                               | 5                               | 10                              | 4                               | 25                    | 1º                    | Vincitori di puntata, salvi    | Vincitori di puntata, salvi      | Vincitori di puntata, salvi |
| Camilla   | Valenza   | 8                               | 5                               | 6                               | 4                               | 23                    | 2°                    | Immuni, salvi                  | Immuni, salvi                    | Immuni, salvi               |
| Annalisa  | Finucci   | 8                               | 5                               | 4                               | 4                               | 21                    | 3°                    | Salvi                          | Nominati, a rischio eliminazione | Salvi                       |
| Federica  | Candido   | 5                               | 5                               | 0                               | 10                              | 20                    | 4°                    | Salvi                          | Salvi                            | Salvi                       |
| Rosaria   | Lonardo   | 10                              | 5                               | 2                               | 2                               | 19                    | 5°                    | Ultimi, a rischio eliminazione | Ultimi, a rischio eliminazione   | Eliminati                   |
| Anastasia | Gorrino   | 9                               | 0                               | 8                               | 1                               | 18                    | 6°                    | Ultimi, a rischio eliminazione | Salvi                            | Salvi                       |

### Quinta puntata -Semifinale
- Data: 8 maggio 2024
- Svolgimento: Durante la puntata tutte le coppie in gara, partecipano a cinque prove di puntata, che permettono, ciascuna, di ottenere un punteggio; il punteggio accumulato dalle diverse prove, determina una classifica finale di puntata: La coppia vincitrice è salva dalle nomination ed accede alla puntata successiva, mentre le ultime due in classifica sono a rischio eliminazione, andando direttamente alla prova del muro. La coppia perdente nella prova del muro va direttamente alla prova di affinità. Successivamente vengono fatto le nomination per decidere la coppia, che risultata la più nominata, sfiderà quella che è direttamente alla prova finale. I giudici, però, hanno la possibilità di salvare una coppia alla quale assegnare l'immunità dalle nomination, mentre le due coppie designate per la prova finale, quella di affinità, si sfidano, infine, per salvarsi dall'eliminazione.
- Prove di puntata:
  - 1ª prova - Fitness (per i secchioni): svolgere un percorso ad ostacoli nel minor tempo possibile
  - 2ª prova - Gran premio (per i secchioni): completare un giro completo pedalando col kart
  - 3ª prova - Nuoto sincronizzato (per entrambi): fare un'esibizione di nuoto sincronizzato giudicato da Flavia Vattani
  - 4ª prova - Provolone (per i secchioni): affrontare una prova di seduzione giudicata da Paola Barale
  - 5ª prova - Zucca quiz (per le pupe): riconoscere definendo i nomi e cognomi di alcuni personaggi noti

| Coppie    | Coppie    | Punteggi delle prove di puntata | Punteggi delle prove di puntata | Punteggi delle prove di puntata | Punteggi delle prove di puntata | Punteggi delle prove di puntata | Classifica definitiva | Classifica definitiva | Esito                          | Esito                            | Esito                       |
| Pupa      | Secchione | 1ª                              | 2ª                              | 3ª                              | 4ª                              | 5ª                              | Punteggio             | Posizione             | Parziale                       | Definitivo                       | Definitivo                  |
| Pupa      | Secchione | 1ª                              | 2ª                              | 3ª                              | 4ª                              | 5ª                              | Punteggio             | Posizione             | Prova del muro                 | Prova di affinità                | Prova di affinità           |
| --------- | --------- | ------------------------------- | ------------------------------- | ------------------------------- | ------------------------------- | ------------------------------- | --------------------- | --------------------- | ------------------------------ | -------------------------------- | --------------------------- |
| Camilla   | Valenza   | 5                               | 5                               | 4                               | 3                               | 5                               | 22                    | 1°                    | Vincitori di puntata, salvi    | Vincitori di puntata, salvi      | Vincitori di puntata, salvi |
| Federica  | Candido   | 2                               | 3                               | 2                               | 5                               | 4                               | 16                    | 2°                    | Salvi                          | Salvi                            | Salvi                       |
| Annalisa  | Finucci   | 4                               | 1                               | 3                               | 4                               | 4                               | 15                    | 3°                    | Salvi                          | Nominati, a rischio eliminazione | Salvi                       |
| Anastasia | Gorrino   | 3                               | 4                               | 5                               | 1                               | 1                               | 14                    | 4°                    | Ultimi, a rischio eliminazione | Immuni, salvi                    | Immuni, salvi               |
| Aurora    | Rifugiato | 1                               | 2                               | 1                               | 2                               | 1                               | 7                     | 5º                    | Ultimi, a rischio eliminazione | Ultimi, a rischio eliminazione   | Eliminati                   |

### Sesta puntata -Finale
- Data: 10 maggio 2024
- Svolgimento:
- Prove di puntata:
  - 1ª prova - Sapore di mare (per entrambi): affrontare tre prove diverse a tema mare
  - 2ª prova - Fitness (per entrambi): svolgere un percorso ad ostacoli nel minor tempo possibile
  - 3ª prova - Letteratura antica (per entrambi): recitare una poesia a memoria mentre si viene trasportati su un carretto dal proprio secchione
  - 4ª prova - Riconoscimento (per entrambi): riconoscere da bendati il/la proprio/a secchione/pupa solo attraverso l'olfatto
  - 5ª prova - Zucca quiz (per le pupe): riconoscere definendo i nomi e cognomi di alcuni personaggi noti

| Coppie    | Coppie    | Punteggi delle prove di puntata | Punteggi delle prove di puntata | Punteggi delle prove di puntata | Punteggi delle prove di puntata | Punteggi delle prove di puntata | Classifica definitiva | Classifica definitiva | Classifica definitiva | Esito               | Esito                |
| Pupa      | Secchione | 1ª                              | 2ª                              | 3ª                              | 4ª                              | 5ª                              | Punteggio             | Posizione             | Esito                 | Prova del muro      | Prova di affinità    |
| --------- | --------- | ------------------------------- | ------------------------------- | ------------------------------- | ------------------------------- | ------------------------------- | --------------------- | --------------------- | --------------------- | ------------------- | -------------------- |
| Federica  | Candido   | 8                               | 0                               | 4                               | 3                               | 4                               | 19                    | 1°                    | Salvi                 | Salvi               | Vincitori            |
| Camilla   | Valenza   | 8                               | 3                               | 3                               | 3                               | 2                               | 19                    | 1°                    | Salvi                 | Salvi               | Secondi classificati |
| Annalisa  | Finucci   | 5                               | 4                               | 2                               | 3                               | 3                               | 17                    | 3°                    | Salvi                 | Eliminati           | Terzi classificati   |
| Anastasia | Gorrino   | 9                               | 2                               | 1                               | 3                               | 1                               | 16                    | 4°                    | Eliminati             | Quarti classificati | Quarti classificati  |

## Ascolti
| Puntata    | Messa in onda  | Telespettatori | Share |
| ---------- | -------------- | -------------- | ----- |
| 1          | 10 aprile 2024 | 957 000        | 5,87% |
| 2          | 17 aprile 2024 | 751 000        | 5,07% |
| 3          | 24 aprile 2024 | 745 000        | 4,62% |
| 4          | 1º maggio 2024 | 724 000        | 4,70% |
| Semifinale | 8 maggio 2024  | 588 000        | 4,10% |
| Finale     | 10 maggio 2024 | 522 000        | 3,40% |
| Media      | Media          | 715 000        | 4,63% |